# Sixto Jiménez
Sixto Jiménez (Huelva, España, 23 de junio de 1962) es un exvoleibolista español.
Sus inicios en el voleibol comenzaron a la edad de ocho años en su Huelva natal, debutando como profesional en el Veracruz onubense en 1980. En su primera temporada en el club, consiguió su ascenso a Primera Nacional y en su segunda temporada consiguió el cuarto puesto. En la siguiente temporada, ficha por el Son Amar Palma, aunque su idea era jugar en el Barcelona pero este renunció a jugar en Primera. En este equipo se mantendría un total de 10 temporadas con el club mallorquín, consiguió 5 Superligas, 5 Copas del Rey, finalista de la Recopa de Europa en 1984 y fue tercero en la Copa de Europa de Voleibol en 1990.
En 1991 abandona el voleibol en pista y se dedica al voley-playa pues había visto por televisión un partido y le había gustado. Entre sus logros en esta modalidad están: 2 Campeonatos de España, diploma olímpico en los Juegos Olímpicos de Atlanta. De la arena se retira en 1998. Luego comenzó entrenando en categorías inferiores de la selección de voley-playa de playa, además de ser entrenador de la pareja formada por Javier Bosma y Pablo Herrera. Desde 2007 es el seleccionador nacional de voley-playa absoluto de España.

## Palmarés
| Campeonato de España | Campeonato de España | Campeonato de España | Campeonato de España |
| Año                  | Lugar                | Medalla              | Pareja               |
| -------------------- | -------------------- | -------------------- | -------------------- |
| 1997                 | Laredo ( España)     | Medalla de oro       | Sead Omeragic        |
| 1991                 | Laredo ( España)     | Medalla de oro       | Benjamín Vicedo      |